# 暁 (MUCCの曲)
「暁」（あかつき）は、日本のロックバンド、ムックの25枚目のシングル。

## 概要
- 2011年5月21日、22日にわたって行われた、日本武道館でのライブ会場でのみ販売されたシングル。
- 東日本大震災の影響を受け、「自分たちにも何かできないか」と考えたムックのメンバーにより、震災直後に急遽製作された。CDプレスは日本の電力事情に鑑みて、台湾で行われた。なお、価格は500円（ワンコインシングル）となっている。

## 収録曲
1. 暁
作詞・作曲：ミヤ
  - 作曲者のミヤは「この曲をきっかけに例えば外に出るとか誰かと会うとか最終的に笑顔になれる何かになれればいいなと思って作りました」と語っている。[1]

## 注・出典
1. ↑  https://natalie.mu/music/news/48700